# Feliciano Viera
Feliciano Alberto Viera Borges (Salto, 8 de noviembre de 1872 - Ib., 12 de noviembre de 1927) fue un político y abogado uruguayo. Ejerció como presidente de Uruguay desde el 1 de marzo de 1915 hasta el 1 de marzo de 1919.

## Biografía
Nacido en el departamento de Salto, Uruguay, fue hijo del general Feliciano Viera (caudillo colorado) y Petrona Borges.
En 1888 se casó con Carmen Garino Sapillo (ambos tenían 16 años), teniendo 11 hijos. Trabajó en el correo y estudió en la Universidad de la República recibiéndose de abogado en 1896 con 24 años de edad.
Integró el Consejo de Estado de 1898 creado por Juan Lindolfo Cuestas y fue jefe político del departamento de Artigas. Reinstaurada la democracia, en 1899 fue diputado por Salto, senador por Rivera y presidente del Senado en 1906.
Fue Ministro del Interior durante su segunda presidencia.
Durante su presidencia se reunió la Asamblea Constituyente que redactó la Constitución de Uruguay de 1918, que fue la segunda Constitución que tuvo el país. Mantuvo la neutralidad de Uruguay durante la Primera Guerra Mundial durante toda la duración del conflicto. Durante su gobierno se dio un "alto" a las reformas batllistas, por considerarlas el propio Viera "avancistas".
Fue titular del primer Consejo Nacional de Administración en 1919, cuerpo que abandonó en 1921 por desavenencias con Batlle, que lo llevaron a crear la corriente "colorada radical" opuesta a Batlle conocida como Vierismo.
Murió a los 55 años de edad en la ciudad de Salto.
Fue padre de la destacada artista Petrona Viera, quien representaría al planismo.

### Gabinete de gobierno
| Ministerio                     | Nombre                    | Período     |
| ------------------------------ | ------------------------- | ----------- |
| Interior                       | Baltasar Brum             | 1915 - 1916 |
| Interior                       | Julio Muró                | 1916        |
| Interior                       | Pablo Varzi               | 1916 - 1919 |
| Relaciones Exteriores          | Manuel Buenaventura Otero | 1915 - 1916 |
| Relaciones Exteriores          | Baltasar Brum             | 1916 - 1919 |
| Relaciones Exteriores          | Daniel Muñoz              | 1919        |
| Hacienda                       | Pedro Cosio               | 1915 - 1916 |
| Hacienda                       | Martín C. Martínez        | 1916        |
| Hacienda                       | Federico Vidiella         | 1916 - 1919 |
| Guerra y Marina                | Segundo Bazzano           | 1915        |
| Guerra y Marina                | Joaquín Sánchez           | 1915 - 1919 |
| Justicia e Instrucción Pública | José Espalter             | 1915 - 1916 |
| Justicia e Instrucción Pública | Emilio Barbaroux          | 1916        |
| Justicia e Instrucción Pública | Rodolfo Mezzera           | 1916 - 1919 |
| Obras Públicas                 | Pedro C. Rodríguez        | 1915        |
| Obras Públicas                 | Santiago Rivas            | 1915 - 1919 |
| Industria y Trabajo            | Juan José de Amézaga      | 1915 - 1916 |
| Industria y Trabajo            | Hilario Helguera          | 1916 - 1919 |